# Santa María Temaxcaltepec
Santa María Temaxcaltepec är en kommun i Mexiko.   Den ligger i delstaten Oaxaca, i den sydöstra delen av landet, 400 km sydost om huvudstaden Mexico City.
Följande samhällen finns i Santa María Temaxcaltepec:
- Cañada de Guadalupe
- San José Pie del Cerro
- La Soledad